# Jun Osakada
Jun Osakada (小坂田 淳, Osakada Jun, né le 2 avril 1974 à Tokyo) est un athlète japonais, spécialiste du 400 mètres.

## Biographie
Il bat, avec ses compatriotes japonais, le record d'Asie du relais 4 x 400 mètres en finale des Jeux olympiques à Atlanta en 1996, record qui ne sera amélioré? par un autre relais japonais,  que lors des championnats du monde d'athlétisme de Tokyo en 2022. Il sera de nouveau finaliste de ce relais aux Jeux olympiques de 2004.
Il remporte sur 200 mètres la médaille de bronze lors des Championnats asiatiques à Djakarta en 1995. Son record sur 400 mètres est de 45 s 05 obtenu en 2000.

### Palmarès
| Date | Compétition                    | Lieu     | Résultat | Épreuve   | Performance  |
| ---- | ------------------------------ | -------- | -------- | --------- | ------------ |
| 1995 | Championnats d'Asie            | Djakarta | 3e       | 200 m     | 21 s 20      |
| 1996 | Jeux olympiques                | Atlanta  | 5e       | 4 × 400 m | 3 min 0 s 76 |
| 1998 | Championnats d'Asie            | Fukuoka  | 1er      | 4 × 400 m | 3 min 2 s 61 |
| 1998 | Jeux asiatiques                | Bangkok  | 1er      | 4 × 400 m | 3 min 1 s 70 |
| 1999 | Championnats du monde en salle | Maebashi | 5e       | 4 × 400 m | 3 min 6 s 22 |
| 2001 | Jeux de l'Asie de l'Est        | Osaka    | 2e       | 400 m     | 45 s 47      |
| 2001 | Jeux de l'Asie de l'Est        | Osaka    | 1er      | 4 × 400 m | 3 min 3 s 74 |
| 2004 | Jeux olympiques                | Athènes  | 4e       | 4 × 400 m | 3 min 0 s 99 |

### Records
| Épreuve    | Performance | Lieu        | Date             |
| ---------- | ----------- | ----------- | ---------------- |
| 200 mètres | 20 s 89     | Fujiyoshida | 1er août 2004    |
| 400 mètres | 45 s 05     | Yokohama    | 9 septembre 2000 |